# Vallée de Bethmale
Pour les articles homonymes, voir Bethmale.
La vallée de Bethmale est une vallée pyrénéenne située en Ariège (France). Elle fait partie du Castillonnais dans le Couserans.

## Toponymie
L'étymologie du nom Bethmale provient sans doute du gascon « Beth » (beau) et « Malh » (montagne, flanc de montagne).

## Géographie
Par le col de la Core (1 395 m) sur la RD 17, elle communique avec le Haut-Salat par la vallée de l'Esbints. Elle rejoint à Bordes-Uchentein la vallée du Biros.
La vallée est drainée par le Balamet, affluent en rive droite du Lez.
Le lac de Bethmale est d'origine karstique.

## Histoire

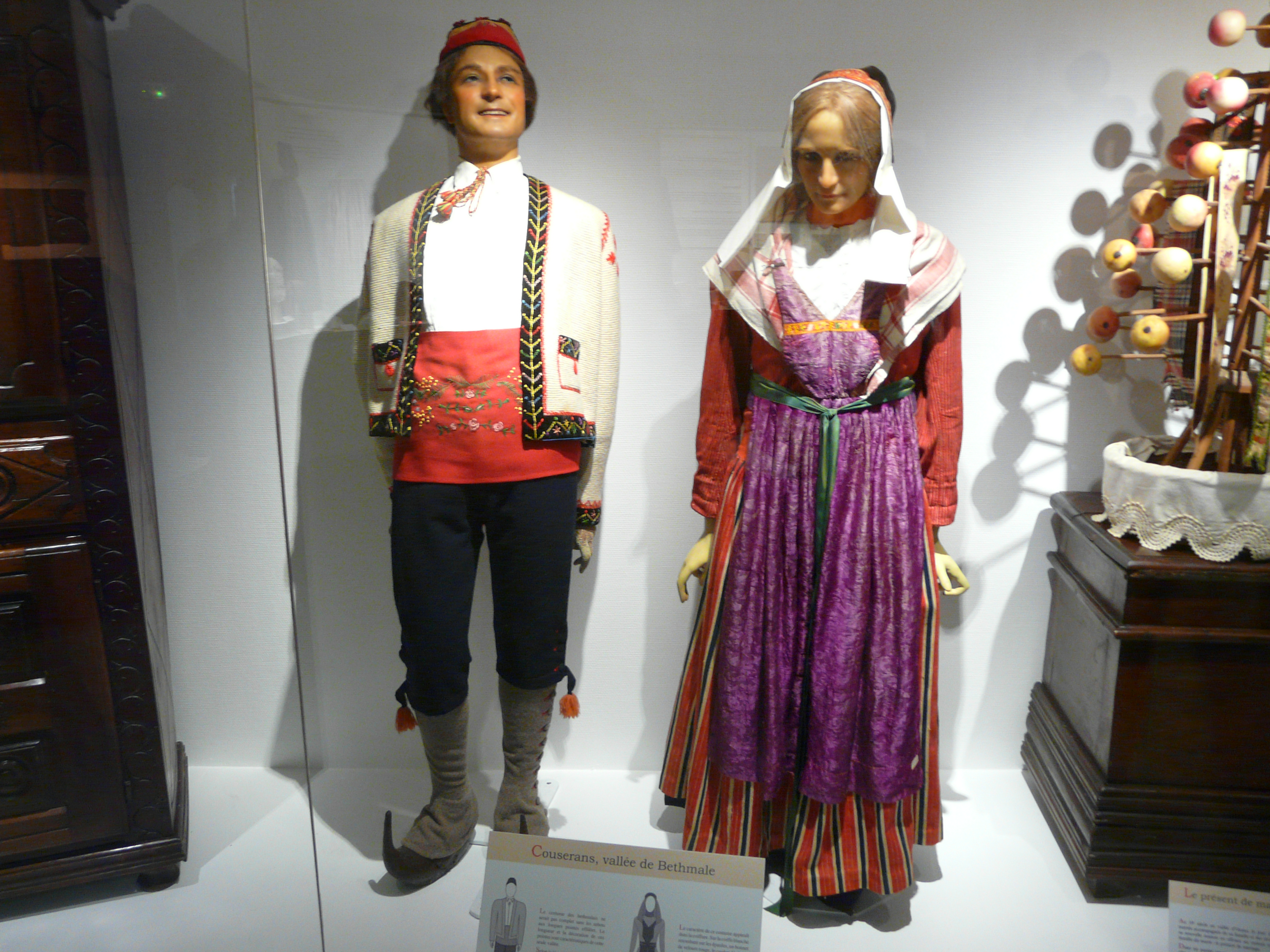
Costumes traditionnels de la vallée de Bethmale ; musée pyrénéen de Lourdes.

Riche de légendes, cette petite vallée a une identité très forte avec un particularisme marqué notamment par le costume traditionnel avec les sabots de Bethmale recourbés (toujours fabriqués à Samortein) et aujourd'hui porté et promu par les groupes Les Bethmalais et La Bethmalaise. 
L'association Les Bethmalais travaille depuis 1961 avec les anciens de la vallée de Bethmale et de l'ensemble du Couserans à la sauvegarde du patrimoine matériel (costumes en particulier) et immatériel (collectages de la tradition orale: musiques, chants, danses). L'association a ainsi reconstitué et relancé la pratique du hautbois du Couserans en 1972. Cet instrument traditionnel en bois de buis est intégré dans les prestations du groupe qui se déroulent en France et à l'étranger tous les ans. Les danses, chants et musiques issus du fonds bethmalais se sont transmis en continuité depuis 1906 au sein du groupe ou sont issus de collectages réalisés par l'association dans les années 1960 à 1980, une transmission orale authentique n'étant plus possible après ces dates.
L'association La Bethmalaise, créée en 1991, s'investit dans l'animation de la vallée de Bethmale.

## Démographie
La vallée se compose de six villages répartis dans deux communes :
Commune de Bethmale
- Village d'Ayet
- Village de Samortein

Commune d'Arrien-en-Bethmale
- Village d'Aret
- Village d'Arrien
- Village de Tournac
- Village de Villargein

| Nom                | Code Insee | Intercommunalité      | Superficie (km2) | Population (dernière pop. légale) | Densité (hab./km2) |
| ------------------ | ---------- | --------------------- | ---------------- | --------------------------------- | ------------------ |
| Arrien-en-Bethmale | 09017      | CC Couserans-Pyrénées | 14,59            | 123 (2022)                        | 8,4                |
| Bethmale           | 09055      | CC Couserans-Pyrénées | 31,61            | 100 (2022)                        | 3,2                |

## Gastronomie
Le bethmale, un fromage de vache qui a pris son nom de la vallée, figure parmi les plus réputés des Pyrénées.

## Culture
Depuis 1961, Les Bethmalais sont un groupe folklorique reconnu et porté par l'ensemble du Couserans. Ils organisent depuis 1991 les Rencontres internationales traditions et ethnies (RITE) à Saint-Girons et dans les vallées.
Une collection sur la vallée de Bethmale, assemblée par Jacques Bégouën, est exposée au musée départemental de l'Ariège installé au palais des Évêques à Saint-Lizier, à environ 30 km. Travail du textile, fabrication des produits laitiers, vie du berger et bien d'autres thèmes y sont évoqués ; c'est une plongée dans le passé à travers des objets rustiques et fonctionnels attestant des savoir-faire de cette vallée longuement isolée.